# Luc Goiris
Luc Goiris (Bornem, 8 maart 1968) is een Belgisch voormalig roeier.

## Levensloop
Goiris was aangesloten bij TRT Hazewinkel uit Heindonk. Later was hij actief bij ARV Sculling.
Hij vertegenwoordigde België driemaal op de Olympische Spelen, met name in 1992, 1996 en 2000. Tijdens zijn twee eerste deelnames vormde hij er een duo met Jaak Van Driessche, waarbij het paar in 1992 de finale bereikte van de 'twee zonder stuurman'. Hierin strandde ze op de vijfde plek. In 1996 belandde het duo in de B-finale met een achtste plek in de eindstand tot gevolg. In 2000 nam hij deel aan de 'dubbel vier' (voorts bestaande uit Arnaud Duchesne, Bjorn Hendrickx en Stijn Smulders. Het viertal bereikte de B-finale en behaalde er de negende plek in de eindstand.
Daarnaast bereikte hij met Van Driessche driemaal de finales van de 'twee zonder stuurman' op de wereldkampioenschappen, met name in 1993 (4e), 1994 (6e) en 1995 (6e).  Op het WK van 1999 behaalde hij met Smulders, Duchesne en Hendrickx een vierde plaats in de B-finale van de 'dubbel vier'. In 2001 nam Goiris afscheid van de topsport.